# Dysnomi
Dysnomi eller anomisk afasi är en språkstörning till följd av hjärnskada på parietalloben som innebär stora svårigheter att hitta ord och namn i spontant tal. Den som lider av dysnomi har däremot en god förståelse för språk och kan upprepa fraser.
Kan förekomma vid demens av Alzheimer-typ.[källa behövs]